# New Haven (Indiana)
New Haven és una població dels Estats Units a l'estat d'Indiana. Segons el cens del 2000 tenia 12.406 habitants.

## Demografia
Segons el cens del 2000, New Haven tenia 12.406 habitants, 4.900 habitatges, i 3.415 famílies. La densitat de població era de 587,7 habitants/km².
Dels 4.900 habitatges en un 32,3% hi vivien nens de menys de 18 anys, en un 55% hi vivien parelles casades, en un 10,8% dones solteres, i en un 30,3% no eren unitats familiars. En el 25,3% dels habitatges hi vivien persones soles el 8,8% de les quals corresponia a persones de 65 anys o més que vivien soles. El nombre mitjà de persones vivint en cada habitatge era de 2,51 i el nombre mitjà de persones que vivien en cada família era de 3,01.
Per edats la població es repartia de la següent manera: un 25,9% tenia menys de 18 anys, un 8,9% entre 18 i 24, un 28,8% entre 25 i 44, un 23,4% de 45 a 60 i un 13% 65 anys o més.
L'edat mediana era de 36 anys. Per cada 100 dones de 18 o més anys hi havia 93,4 homes.
La renda mediana per habitatge era de 41.802$ i la renda mediana per família de 49.597$. Els homes tenien una renda mediana de 36.370$ mentre que les dones 25.280$. La renda per capita de la població era de 19.960$. Entorn del 4,9% de les famílies i el 6,6% de la població estaven per davall del llindar de pobresa.

## Poblacions més properes
El següent diagrama mostra les poblacions més properes.